# Amalia Lindegren
Amalia Lindegren (født 22. maj 1814 i Stockholm, død 27. december 1891 i Stockholm) var en svensk kunstmaler. 

## Liv
Amalia Lindegren blev som den ene af blot fire kvinder i 1849 optaget på det svenske kunstakademi. Hun blev optaget på dispensation, da der dengang ikke optoges kvinder som ordinære elever. Hun blev anset som tilstrækkeligt lovende til i 1850 at blive den første kvinde, der blev tildelt et stipendium til at studere kunst i Paris, hvor hun blev indtil 1854. I årene 1854-55 besøgte hun Rom og vendte herefter tilbage til Paris. Hun besøgte også Düsseldorf og München. I 1856 vendte hun tilbage til Sverige, hvor hun blev optaget som medlem af Kunstakademiet.

## Værker
Amalia Lindegren malede portrætter, genre og folkeliv. Hun var inspireret af bl.a. Adolph Tidemand, Hans Gude og Per Nordenberg og den moderne tyske stil. 

## Galleri
- Portræt af Augusta von Fersen (1844)
- Portræt af dronning Louisa af Sverige-Norge
- Söndagsafton i en dalstuga
- Frukosten

## Eksterne links
- Wikimedia Commons har flere filer relateret til Amalia Lindegren